# 三齿线虫属
三齿线虫属（学名：Ternidens）为夏伯特线虫科的一个属。

## 下属物种
本属包括以下物种：
- 缩小三齿线虫 Ternidens diminutus